# Birds of Prey e la fantasmagorica rinascita di Harley Quinn
Birds of Prey e la fantasmagorica rinascita di Harley Quinn (Birds of Prey and the Fantabulous Emancipation of One Harley Quinn), noto anche come Harley Quinn: Birds of Prey o semplicemente Birds of Prey, è un film del 2020 diretto da Cathy Yan.
Basato sul gruppo delle Birds of Prey di DC Comics, è l'ottavo film del DC Extended Universe e funge da spin-off e sequel di Suicide Squad (2016) ed è interpretato da Margot Robbie, Mary Elizabeth Winstead, Jurnee Smollett-Bell, Rosie Perez, Chris Messina, Ella Jay Basco, Ali Wong e Ewan McGregor.

## Trama
Quattro anni dopo la sconfitta dell'Incantatrice, Harley Quinn e il Joker si separano definitivamente. Dopo essere stata accolta da un suo vecchio amico, Doc, proprietario di un ristorante taiwanese di Gotham City, Harley decide di rimodellare la sua vita tagliandosi i capelli e adottando una feroce iena come animale domestico (chiamando l'animale Brucie, in riferimento a Bruce Wayne). Una sera Harley si reca nella discoteca di Roman Sionis, uno spietato e tortuoso signore del crimine di Gotham proprietario del locale. Nella stessa serata, Harley rompe le gambe dell'autista di Roman dopo che lui la insulta, e quest'ultimo, per fargliela pagare, la cattura. Dinah Lance, una cantante nel night club di Roman, aggredisce gli aggressori di Harley e le due fuggono. Roman osserva la scena dalla finestra e, colpito dalle abilità di combattimento della sua socia, la nomina suo nuovo autista.
Siccome la sua rottura con Joker non è stata resa nota al pubblico, Harley si dà a una vita sfrenata, approfittando della sua "immunità temporanea" per fare tutto ciò che vuole, infischiandosene delle conseguenze; una sera, tuttavia, si reca da ubriaca alla Ace Chemicals, il posto in cui stava con Joker prima di diventare Harley Quinn, per farla esplodere e rendere così ufficiale la rottura con Joker. Mentre investiga su una serie di omicidi di mafiosi compiuta da un vigilante con la balestra, Renee Montoya, un'agente alcolizzata della polizia di Gotham City, si reca all'Ace Chemicals per indagare sull'esplosione dell'edificio. Rinvenendo sul posto la collana di Harley, scopre così che lei e Joker si sono lasciati e che secondo lei adesso sarà più facile arrestarla, dato che senza più la protezione del Joker, Harley si ritrova ad affrontare da sola tutti coloro a cui lei ha fatto un torto.
Roman decide nel frattempo di mandare Dinah e il suo psicopatico braccio destro Victor Zsasz a recuperare un diamante contenente i numeri di conto della fortuna della famiglia mafiosa dei Bertinelli, sterminata anni prima. La giovane borseggiatrice Cassandra Cain ruba il diamante a Zsasz e deruba altre persone con degli inganni, ma viene arrestata e decide così di ingoiare il diamante.
Harley, in fuga da Renee e da varie persone a cui ha fatto del male, viene intercettata dagli uomini di Roman, che riescono a catturarla di nuovo. Portata Harley nel covo di Roman, quest'ultimo minaccia di ucciderla se questa non ritroverà la ragazza che ha rubato il diamante a Zsasz e così Harley accetta, ma Roman decide comunque di mettere una taglia su Cassandra. Dopo essersi introdotta al GCPD, Harley riesce a far uscire Cassandra, ma invece di portarla a Roman decide di nasconderla nel suo appartamento.
Nel frattempo, Doc viene contattato per delle informazioni dal vigilante con la balestra, che si rivela essere Helena Bertinelli, la quale, dopo essere sopravvissuta al massacro della sua famiglia, si è addestrata per anni con l'intento di uccidere ciascuno dei gangster responsabili dell'uccisione della sua famiglia. Doc tradisce Harley in cambio di un locale nuovo e rivela a dei criminali in cerca di Cassandra l'appartamento di Quinn, che viene bombardato. Harley chiama Roman e decide di consegnargli Cassandra in cambio della sua protezione, accettando un incontro in un luna park abbandonato che tempo prima era il rifugio di Harley e Joker. Mentre si avviano verso l'appuntamento al luna park, Dinah manda a Montoya un messaggio per avvisarla dell'incontro, ma Zsasz nota il messaggio e decide quindi di avvisare Roman. Devastato dal tradimento di Dinah, Roman impazzisce e decide di indossare la sua maschera ritualistica dalla quale ottiene il suo soprannome da criminale, Black Mask.
Al luna park Harley lega e imbavaglia Cassandra con del nastro adesivo pronta a consegnarla a Roman. All'arrivo di Montoya Harley litiga con quest'ultima e la getta dalla finestra per il torto del sandwich buttato per strada. Zsasz arriva e tranquillizza Harley prima di tenere sotto tiro Dinah, che di nascosto libera Cassandra. Helena giunge sul posto e uccide Zsasz, rivelando che egli era l'ultimo degli assassini della sua famiglia. Montoya ritorna e ne consegue una situazione di stallo, finché le donne scoprono che Roman è arrivato con un grande esercito di criminali mascherati. Usando la vecchia attrezzatura di Harley, la squadra di criminali uccide con successo gran parte degli uomini e resiste al loro attacco. Durante la battaglia, Harley nota che Dinah ha un problema con i suoi capelli perché le finivano in faccia. Così, Harley le dà un elastico, Dinah lo prende e continua a combattere, legandosi i capelli, così da non distrarsi. Cassandra viene catturata da Roman, mentre Renee viene colpita da una pistola, ma grazie al suo abito antiproiettile si salva. Messe ormai alle strette, Dinah decide di rivelare la sua abilità metaumana di urlare a livello supersonico, sconfiggendo un gran numero degli uomini di Roman. Helena e Harley inseguono Roman, e quest'ultima lo raggiunge fino ad un molo. Roman tiene in ostaggio Cassandra e si prepara ad ucciderla, fino a quando la ragazza rivela di aver messo una granata nella giacca di Roman. Harley allora spinge Roman in acqua poco prima che la granata esploda uccidendolo.
Il giorno seguente alla morte di Roman e alla distruzione del suo impero, Renee decide di lasciare la GCPD, capendo di non dover dimostrare loro nulla. Con i soldi dei conti nascosti all'interno del diamante, Dinah, Helena e Renee si uniscono per formare una squadra di vigilanti nota come Birds of Prey. Harley e Cassandra, invece, vendono il diamante ad un banco dei pegni e iniziano così i loro affari.

## Personaggi
- Harleen Frances Quinzel / Harley Quinn, interpretata da Margot Robbie: Una giovane donna che prima di diventare una criminale ha ottenuto una borsa di studio in medicina e si è iscritta in una facoltà di psichiatria, ottenendo una laurea. Ha poi trovato un posto come psichiatra nel manicomio di Gotham City Arkham Asylum, dove si è innamorata follemente del suo paziente Joker. Al termine della loro storia d'amore lei si allea con Renee Montoya, Helena Bertinelli e Dinah Lance per proteggere Cassandra Cain dal boss Black Mask.[5][6][7]
- Helena Bertinelli / Cacciatrice, interpretata da Mary Elizabeth Winstead: Una giovane assassina che si aggira con la balestra ed è la figlia orfana del gangster Franco Bertinelli.[8][9][10]
  - Helena Bertinelli da bambina, interpretata da Ella Mika.
- Dinah Lance / Black Canary, interpretata da Jurnee Smollett-Bell: Una giovane vigilante e metaumana con il potere delle urla ipersoniche, capacità geneticamente ereditata dalla madre.[11][12] È una cantante in un club di Roman Sionis .[13] Durante lo scontro finale, si legherà i capelli con un fermaglio offertole da Harley.
- Renee Montoya, interpretata da Rosie Perez: Una detective alcolizzata e cinica del Dipartimento di Polizia di Gotham City, che nel film indaga su un caso contro Sionis.[14][15]
- Roman Sionis / Black Mask, interpretato da Ewan McGregor: Un brutale e spietato signore del crimine che minaccia Cassandra, Harley, Renee, Helena e Dinah.[16][17][18]
- Victor Zsasz, interpretato da Chris Messina: Un assassino folle e scagnozzo di Sionis che incide sulla propria pelle un segno per ogni vittima che uccide.[14]
- Cassandra Cain, interpretata da Ella Jay Basco: Una ragazzina abile nel furto che ha un contratto messo sulla sua testa da Sionis dopo che lei le ruba un diamante prezioso.[14][19]
- Ellen Yee, interpretata da Ali Wong: Ex ragazza di Montoya e procuratore distrettuale di Gotham City.[14][20]

## Produzione

### Sviluppo

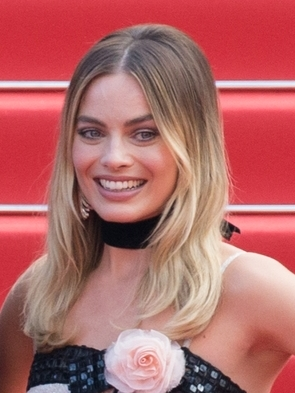
Margot Robbie, interprete e produttrice del film.

Nel maggio 2016 fu annunciato uno spin-off incentrato su Harley Quinn e su altri personaggi femminili della DC. Confermato anche il ritorno di Margot Robbie, questa volta come produttrice. Nel novembre seguente era stata annunciata Christina Hodson come sceneggiatrice del film. La Robbie trascorse tre anni a lavorare al film, presentandolo molteplici volte agli studio fino ad arrivare al momento giusto. A maggio 2018 Cathy Yan fu annunciata alla regia, facendola diventare la prima regista donna asiatica a dirigere un film di supereroi. Pinguino sarebbe dovuto apparire nella sceneggiatura, ma è stato rimosso per preservare un suo ingresso in un film su Batman.

### Pre-produzione
A luglio 2018 il film è entrato in pre-produzione. Nello stesso periodo Robbie conferma diverse notizie sul film: il suo titolo, che avrebbe utilizzato un budget minore rispetto ad altri film sui supereroi e che il suo personaggio avrebbe indossato nuovi costumi, oltre ad anticipare un cast diversificato. I casting sono iniziati nell'agosto successivo. Alexandra Daddario, Jodie Comer, Blake Lively e Vanessa Kirby hanno tutte espresso interesse nell'interpretare una delle due co-protagoniste. Per settembre, Janelle Monáe, Gugu Mbatha-Raw e Jurnee Smollett-Bell erano state considerate per il ruolo di Black Canary, mentre Sofia Boutella, Margaret Qualley, Mary Elizabeth Winstead e Cristin Milioti erano considerate per il ruolo della Cacciatrice. Alla fine del mese, la Smollett-Bell e la Winstead erano state scelte nei rispettivi ruoli. Ewan McGregor e Sharlto Copley erano stati presi in considerazione per il ruolo di Black Mask. Justina Machado e Roberta Colindrez sono state considerate per il ruolo di Renee Montoya, ma alla fine la parte è andata a Rosie Perez; infine la Warner Bros. ha cercato un'attrice asiatica dodicenne, Ella Jay Basco, per interpretare Cassandra Cain.

### Riprese
Le riprese si sono principalmente svolte a Los Angeles, in California a gennaio 2019 con il titolo provvisorio di "Fox Force Five". Nonostante le riprese avessero dovuto avere luogo anche ad Atlanta e Savannah in Georgia, l'intero film è stato realizzato a Los Angeles, a causa di una detrazione d'imposta dallo stato della California alla produzione. Le riprese sono state completate il 15 aprile 2019. A febbraio dello stesso anno, Charlene Amoia si è unita al cast.

### Post-produzione
Jay Cassidy e Evan Schiff sono gli addetti al montaggio. Fernando Zorrilla, (il quale già ha lavorato in alcuni film del Marvel Cinematic Universe e a The Amazing Spider-Man), è il supervisore degli effetti visivi per il film. Method Studios, Weta Digital e Luma Pictures hanno fornito gli effetti visivi per il film. Ad agosto 2019, Chad Stahelski si è unito alla troupe come regista della seconda unità delle riprese. Il comparto fotografico è stato aggiunto alla pellicola il 3 settembre 2019.
Il budget del film è stato di 97,1 milioni di dollari, esclusi i costi per il marketing.

## Colonna sonora
La colonna sonora strumentale del film è opera di Daniel Pemberton, già autore della colonna sonora del film di animazione Spider-Man - Un nuovo universo, del biopic diretto da Danny Boyle Steve Jobs, di Operazione U.N.C.L.E., King Arthur, The Counselor e Yesterday.
La canzone Diamonds di Megan Thee Stallion e Normani è stata pubblicata il 10 gennaio 2020 come singolo apripista della colonna sonora del film. La canzone Joke's on You di Charlotte Lawrence è stata pubblicata il 16 gennaio. La canzone Boss Bitch di Doja Cat è stata pubblicata il 24 gennaio, mentre il singolo Sway with Me di Saweetie e GALXARA il 31 gennaio. Infine, il singolo che chiude la colonna sonora del film, Experiment On Me di Halsey, è stato pubblicato il giorno di esordio dell'album.

## Promozione
Il primo teaser ufficiale del film è stato diffuso il 28 gennaio 2019 intitolato A presto (See You Soon) su YouTube dalla Warner Bros. Per scelta della casa di produzione, inizialmente il trailer del film è stato diffuso il 4 settembre 2019, solamente nei cinema dove è stato proiettato il film It - Capitolo due. Il 30 settembre 2019 sulle pagine dei social media del film è uscito un piccolo teaser in cui annunciava la data di uscita del primo trailer ufficiale. In seguito, il 1º ottobre 2019 il trailer è stato pubblicato anche online. Il teaser inizia proprio come se dovesse trattarsi del fantomatico "Capitolo tre" di It, con tanto di colonna sonora e palloncini, finché non giunge Harley a scoppiarli e a insultare i clown. Il trailer finale è stato pubblicato il 9 gennaio 2020.

## Distribuzione

### Date di uscita
Il film è stato distribuito nei cinema italiani dal 6 febbraio 2020, negli Stati Uniti il film è stato distribuito il giorno successivo con un divieto ai minori di 17 anni.
- Italia: 6 febbraio 2020
- Stati Uniti: 7 febbraio 2020
- Messico: 25 gennaio 2020
- Francia: 5 febbraio 2020
- Lussemburgo: 5 febbraio 2020
- Belgio: 5 febbraio 2020
- Svizzera: 5 febbraio 2020
- Canada (Québec): 7 febbraio 2020
- Svezia: 7 febbraio 2020
- Finlandia: 7 febbraio 2020
- Indonesia: 5 febbraio 2020
- Ucraina: 6 febbraio 2020
- Taiwan: 5 febbraio 2020
- Singapore: 5 febbraio 2020
- Hong Kong: 5 febbraio 2020
- Vietnam: 6 febbraio 2020
- Macao: 2 marzo 2020
- Giappone: 20 marzo 2020
- Corea del Sud: 6 febbraio 2020
- Brasile: 6 febbraio 2020
- Portogallo: 6 febbraio 2020
- Germania: 7 febbraio 2020
- Paesi Bassi: 7 febbraio 2020
- Ungheria: 6 febbraio 2020
- Polonia: 7 febbraio 2020
- Israele: 6 febbraio 2020

### Divieti
Negli Stati Uniti il film ha ricevuto il divieto R dalla MPAA per la presenza di «violenza, linguaggio forte, riferimenti sessuali e uso di droghe». In Italia invece il film non ha avuto alcun divieto. Queste sono le classificazioni di età per vedere il film:
- Italia - Per tutti
- Stati Uniti - 17
- Giappone - 12
- Messico - 15
- Singapore - 16
- Vietnam - 18
- Portogallo - 16
- Ungheria - 16
- Francia - 12
- Canada - 14
- Germania - 16

## Accoglienza

### Incassi
Birds of Prey ha incassato 84,1 milioni di dollari in Nord America e 121,2 milioni nel resto del mondo, per un totale di 205,3 milioni di dollari a fronte di un budget stimato tra gli 84 e i 100 milioni di dollari, fallendo però nel rientrare in pari con i costi di produzione (i critici stimavano che, per poter rientrare dei costi, la pellicola avrebbe dovuto incassare tra i 250-300 milioni), si suppone che l'insuccesso del film sia legato all'inizio della pandemia da COVID-19, che non ha permesso al film di rientrare nelle spese.
Durante il suo weekend di apertura ha incassato 33 milioni, smentendo le previsioni di guadagno tra i 50 e i 55 milioni e determinando l'incasso di esordio più basso del DC Extended Universe.
In Italia il film, nel weekend di debutto, ha incassato poco meno di 1.2 milioni di euro, aggiudicandosi il secondo posto della classifica dietro il film Odio l'estate e avanti Dolittle. Complessivamente, dopo 4 settimane di proiezione, il film ha incassato circa 2.4 milioni di euro.

### Critica
Il film ha ricevuto recensioni generalmente positive da parte della critica e del pubblico. Su Rotten Tomatoes ha ottenuto una percentuale di gradimento del 78% con un voto medio di 6.8 su 10 basato su 446 recensioni. Il commento del sito recita: "Con una nuova prospettiva, alcuni nuovi amici, e un sacco di azione frenetica: Birds of Prey cattura lo spirito colorato e anarchico di Harley Quinn". La critica ne ha lodato il tono, la regia della Yan e le performance degli attori, anche se molte critiche sono state rivolte alla sceneggiatura, definita lacunosa in alcuni punti.
Metacritic ha assegnato un punteggio di 60 su 100 sulla base di 59 recensioni, ponendolo quindi nella categoria "Recensioni contrastanti o nella media" (in originale: "Mixed or Average Reviews").

## Riconoscimenti
- 2021 - Saturn Award
  - Candidatura per la migliore trasposizione da fumetto a film
  - Candidatura per la miglior attrice a Margot Robbie
  - Candidatura per la miglior attrice non protagonista a Jurnee Smollett
  - Candidatura per il miglior attrice emergente a Ella Jay Basco
  - Candidatura per i migliori costumi a Erin Benach
  - Candidatura per i migliori effetti speciali a Mark Hawker, Yael Majors e Greg Steele
- 2020 - Hollywood Critics Association[78][79]
  - Miglior regista a Cathy Yan
  - Miglior attore non protagonista a Ewan McGregor
  - Seconda finalista per la miglior attrice a Margot Robbie
  - Candidatura per la miglior attrice non protagonista a Mary Elizabeth Winstead
  - Candidatura per la migliore fotografia
  - Candidatura per la migliore sceneggiatura non originale a Christina Hodson
- 2020 - E! People's Choice Awards[80]
  - Candidatura per il film dell'anno
  - Candidatura per il film d'azione dell'anno
  - Candidatura per la miglior attrice protagonista a Margot Robbie
  - Candidatura per la miglior colonna sonora al brano Boss Bitch - Doja Cat
- 2020 - American Music Awards[81]
  - Miglior colonna sonora a Birds of Prey: The Album
- 2020 - IGN Awards[82]
  - Candidatura per il film dell'anno
  - Miglior film d'azione dell'anno
  - Candidatura per il miglior cast corale
  - Candidatura per la miglior regista a Cathy Yan
- 2020 - Chicago Film Critics Association Awards[83]
  - Candidatura per la migliore scenografia a Gustaf Aspegren, Kasra Farahani, Jordan Ferrer e Julien Pougnier
  - Candidatura per i migliori costumi a Erin Benach e Helen Huang
- 2021 - San Diego Film Critics Society Awards[84]
  - Candidatura per i migliori costumi a Erin Benach
  - Candidatura per i migliori effetti speciali
- 2021 - Critics' Choice Super Awards[85]
  - In attesa per il miglior film di supereroi
  - In attesa per il miglior attore in un film di supereroi a Ewan McGregor
  - In attesa per la miglior attrice in un film di supereroi a Margot Robbie e Jurnee Smollett
- 2021 - Satellite Awards[86]
  - Candidatura per la migliore attrice in un film commedia o musicale a Margot Robbie
  - Candidatura per i migliori effetti visivi a Kevin Souls e Thrain Shadbolt
- 2021 - Hollywood Critics Association[87][88]
  - Miglior film d'azione dell'anno
  - Miglior film di successo
  - Miglior film per gli stunts
  - Candidatura per il miglior Makeup e Capelli a Deborah La Mia Denaver e Adruitha Lee
  - Candidatura per i migliori costumi a Erin Benach
  - Candidatura per i migliori effetti speciali a Kevin Souls e Thrain Shadbolt
- 2021 - Austin Film Critics Association[89]
  - Candidatura per il miglior film per gli stunts
  - Candidatura per il premio Robert R. 'Bobby' McCurdy Memorial Breakthrough Artist Award a Cathy Yan
- 2021 - South by Southwest[90]
  - Candidatura per il premio Special Jury Recognition - Title Design Competition a Michael Riley

## Altri media
La DC Comics ha inoltre pubblicato un comic book che ha al suo interno delle storie tratte dal film, il 12 novembre 2019.

## Sequel
Cathy Yan, la regista del film in un'intervista ha parlato di un possibile sequel incentrato sul rapporto omosessuale tra Harley e Poison Ivy. Harley Quinn interpretata da Margot Robbie è successivamente comparsa nel film The Suicide Squad: Missione suicida.

## Spin-off
Nell'agosto 2021, è stato annunciato lo sviluppo di un film su Dinah Lance / Black Canary con Jurnee Smollett che riprenderà il ruolo da Birds of Prey. Misha Green scriverà la sceneggiatura e Sue Kroll produrrà il film. Il film sarà una joint-venture tra Warner Bros. Pictures e Kroll & Co. Entertainment ed era stato ideato come esclusiva per HBO Max.